# Louis-Gaston de Ségur
Pour les articles homonymes, voir Ségur (homonymie).
Pour les autres membres de la famille, voir Famille de Ségur.
Louis-Gaston de Ségur (Paris, 15 avril 1820 - Paris, 9 juin 1881) est un diplomate, prélat et un apologète catholique français du XIXe siècle.
En raison de sa cécité, le curé d'Ars le surnommait « le saint aveugle ».

## Biographie
Fils du comte Eugène de Ségur et de Sophie Rostopchine, la célèbre comtesse de Ségur, il descend notamment du marquis de Ségur (maréchal de France et ministre de Louis XVI pendant la guerre d'indépendance américaine), de Louis-Philippe de Ségur (qui accompagna La Fayette en Amérique) du côté de son père, et du comte russe Rostoptchine, (qui incendia Moscou en 1812 à l'approche des armées de Napoléon) du côté de sa mère, la célèbre comtesse de Ségur. 

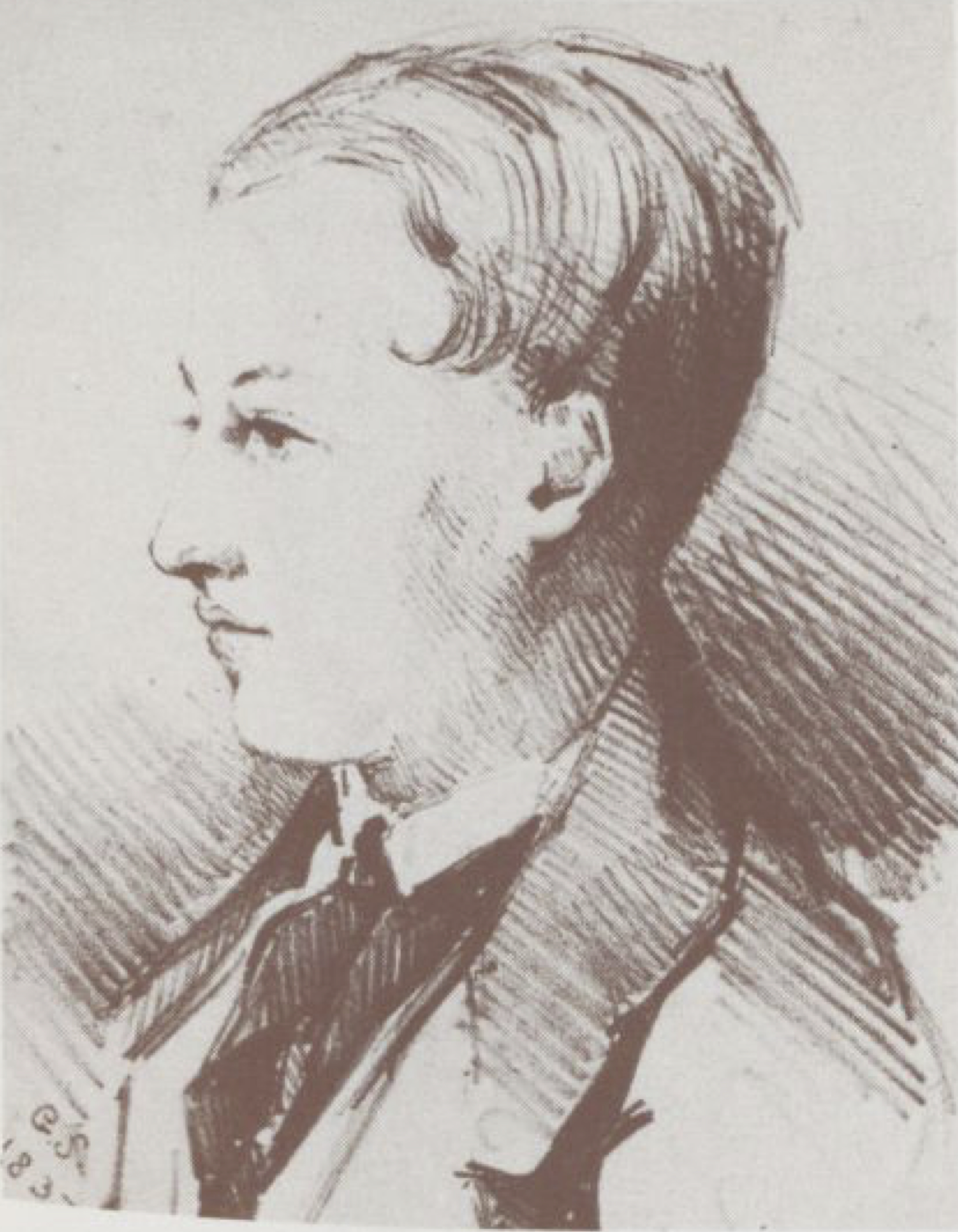
Gaston de Ségur, à l'âge de 17 ans.

Après des études de droit et de peinture où il est élève de Paul Delaroche, il passa d'une relative indifférence religieuse à une grande dévotion : entré dans le corps diplomatique, attaché à l'ambassade de France à Rome à l'âge de 22 ans en 1842, il démissionne l'année suivante pour entrer au séminaire de Saint-Sulpice et se préparer au sacerdoce. Il est ordonné prêtre en 1847. Après quelques années de ministère à Paris, il est nommé auditeur pour la France auprès de la Rote romaine, et occupe cette charge pendant quatre années. Il bénéficie d'une grande estime à la cour pontificale. Il mène également des négociations politiques pour le compte de Napoléon III, tout en étant aumônier de la garnison française à Rome.
Devenu aveugle, il doit démissionner en 1856, et retourne à Paris, avec les honneurs et les privilèges de l'épiscopat, que son handicap l'empêcha de recevoir formellement. Il se consacre dès lors à diverses œuvres, comme le patronage des jeunes apprentis, les vocations religieuses et les séminaires, les aumôneries militaires, et l'évangélisation de la banlieue parisienne. Il travaille notamment en relation avec l'association saint François de Sales pour la défense et la préservation de la foi, qu'il implante dans quarante diocèses moins d'un an après sa fondation en 1859. Il préside l'Union des Œuvres des cercles catholiques d'ouvriers.
Il est également l'un des initiateurs des congrès eucharistiques en 1881.
En dehors de son ministère, il écrit de nombreux ouvrages. En 1851, il fait paraître des Réponses aux objections les plus répandues contre la religion, dont plus de 700 000 exemplaires sont vendus en France et en Belgique à sa mort, sans compter des traductions en italien, allemand, anglais, espagnol et même hindi. D'autres essais sont destinés à faire connaître et à défendre le point de vue catholique sur les problèmes du temps comme L'École sans Dieu, 1873 ou Les Francs-maçons, 1867 qui en était à sa 62e réimpression en 1887 et dont 120 000 exemplaires se vendirent les cinq premières années de sa sortie. Il publie également des ouvrages de piété comme Jésus vivant en nous (1869), dont la traduction italienne est mise à l'Index, La Piété enseignée aux enfants (1864) ou La Piété et la vie intérieure (1864). Ses œuvres complètes sont publiées en 1876-1877 à Paris, en dix volumes. Par la suite paraissent Cent cinquante deux miracles de Notre Dame de Lourdes (1882), Journal d'un voyage en Italie (1882) et Lettres de Mgr de Ségur (1882). Il a pour fils spirituel l'abbé Henri Chaumont, fondateur d'œuvres d'inspiration salésienne.

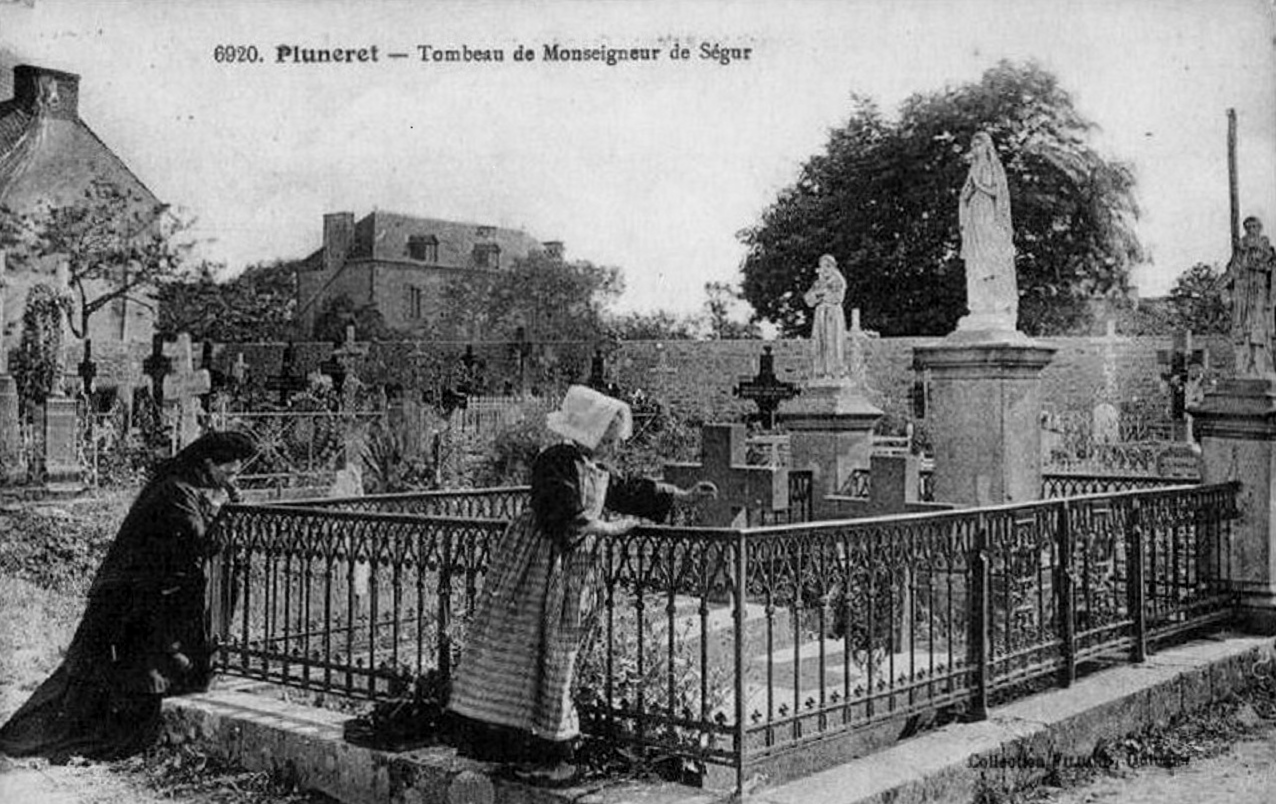
Pluneret : la tombe de Louis-Gaston de Ségur, fils de la comtesse de Ségur.

Il est également connu pour avoir rédigé une violente critique sur Victor Hugo et « son infâme livre des Misérables [qui] lui a rapporté d’un coup cinq cent mille francs ». En décembre 1872, l’auteur ne manquera pas de lui adresser une réponse au vitriol : « Il y a dans les Misérables un évêque qui est bon, sincère, humble, fraternel, qui a de l’esprit en même temps que de la douceur, et qui mêle à sa bénédiction toutes les vertus ; c’est pourquoi les Misérables sont un livre infâme. D’où il faut conclure que les Misérables seraient un livre admirable si l’évêque était un homme d’imposture et de haine, un insulteur, un plat et grossier écrivain, un idiot vénéneux, un vil scribe de la plus basse espèce, un colporteur de calomnies de police, un menteur crossé et mitré. Le second évêque serait-il plus vrai que le premier ? » Hugo exprime également son ressentiment en 144 vers, dans Les Quatre vents de l'esprit, recueil qui parait quelques jours avant la mort de Ségur, en mai 1881 : « Muse, un nommé Ségur, évêque, m'est hostile / Cet homme violet me damne en mauvais style ».
Il a été inhumé dans le cimetière de Pluneret (Morbihan) où reposait déjà sa mère, la comtesse de Ségur.

## Théories

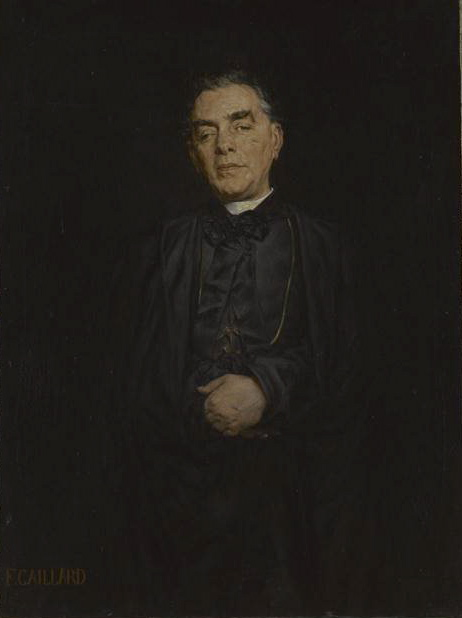
Portrait de Louis-Gaston de Ségur.

En attaquant la franc-maçonnerie, Louis-Gaston de Ségur distingue la maçonnerie apparente, conviviale et bon-enfant, des arrière-loges où les véritables maîtres de l'ordre, différents des grands maîtres de l'ordre et directement inspirés par le principe du mal, donnent impulsion et direction aux activités des loges.
Il lutta activement, dans Causeries sur le protestantisme d'aujourd'hui, contre la propagande protestante du XIXe siècle.

## Œuvre

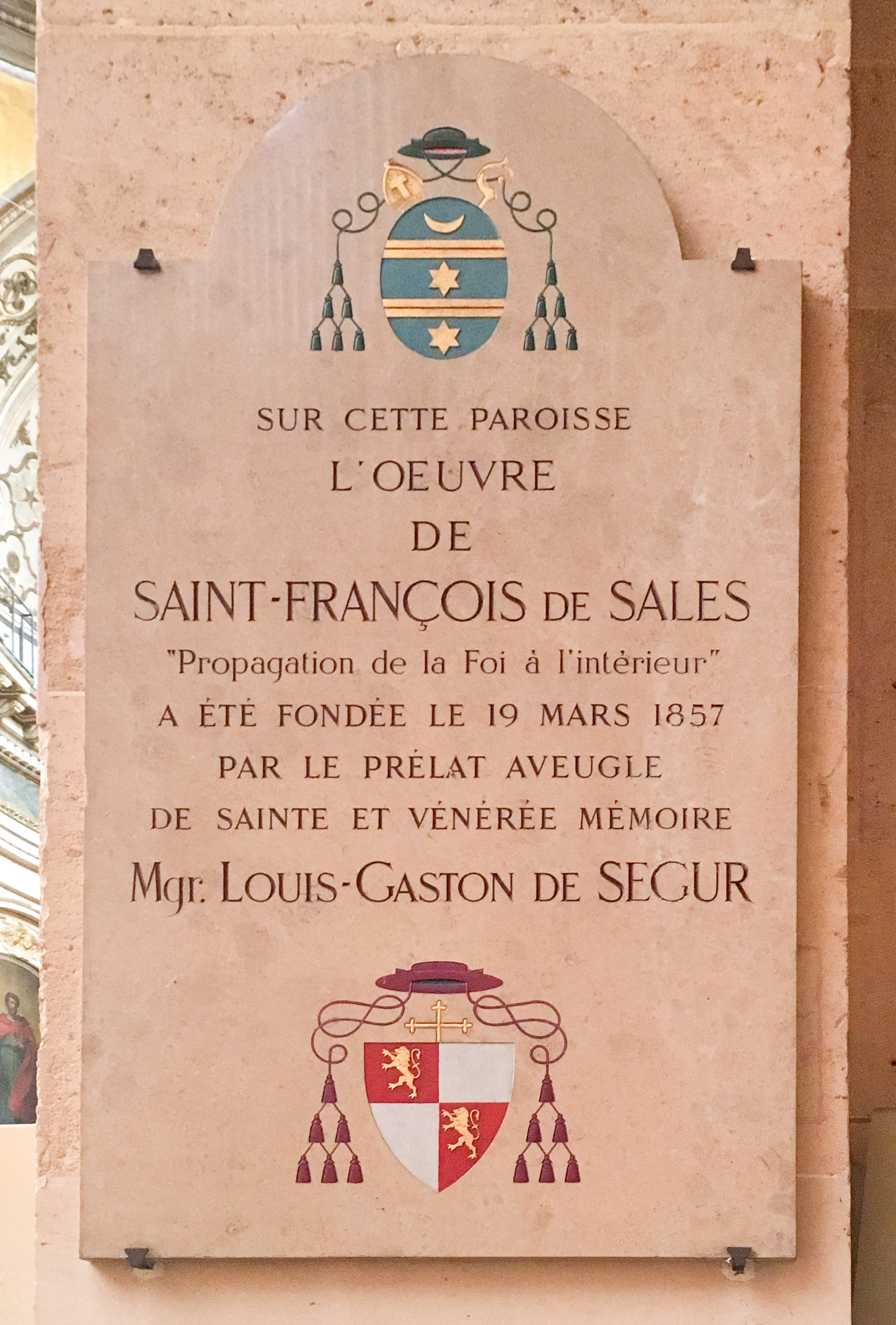
Plaque en hommage à Louis-Gaston de Ségur dans l'église Saint-Thomas-d'Aquin.

- Réponses courtes et familières aux objections les plus répandues contre la religion, par l'abbé de Ségur, Paris : bureau central des conférences de St-Vincent-de Paul, 1851, in-18, 157 p.
- Quelques mots sur Rome, adressés aux soldats de l'armée d'occupation, par Mgr de Ségur, Paris : J. Lecoffre, 1855, in-16, 36 p.
- Qu'est-ce que Jésus-Christ ? Considérations familières sur la personne, la vie et le mystère du Christ par Mgr L.-G. de Ségur, Paris : J. Lecoffre, 1856 (2e éd.), in-18, 211 p. Cet ouvrage a été remplacé par le suivant, légèrement augmenté :
- Jésus-Christ ? Considérations familières sur la personne, la vie et le mystère du Christ par Mgr de Ségur, Paris : J. Lecoffre, 1856, in-18, 221 p.
- Petite dissertation sur la lampe du Saint-Sacrement, Paris : imp. de H. Remquet, 1857, in-8, 8 p. Ouvrage augmenté dans l'édition de 1875.
- La Religion enseignée aux petits enfants, par Mgr de Ségur, Paris : Douniol, 1857, in-32, 175 p.
- Causeries familières sur le protestantisme d'aujourd'hui, par Mgr de Ségur, Paris et Lyon : Pélagaud, 1858, in-18, 246 p.
- Prie-Dieu pour l'adoration du Saint-Sacrement, par Mgr de Ségur, Paris : Douniol, 1858 (3e éd.), in-32, 224 p.
- Le Pape, questions à l'ordre du jour, par Mgr de Ségur, Paris : J. Lecoffre, 1860, in-18, 36 p.
- La Très Sainte Communion, par Mgr de Ségur, Paris : Tolra, 1860, in-18, 72 p.
- Y a-t-il un Dieu qui s'occupe de nous, par Mgr de Ségur, Paris : Paulmier, 1861, in-18, 50 p.
- La Passion de N.-S. Jésus-Christ, par Mgr de Ségur, Paris : Paulmier, 1861, in-18, 56 p.
- La Révolution, Paris : Tolra et Haton, 1861, in-8, 143 p. Autre titre : La Révolution expliquée aux jeunes gens, Paris : Ed. du Trident, 1994, 139 p.. Fac-sim de la 10e éd. de La Révolution.
- Le Denier de Saint Pierre, Paris : Tolra et Haton, 1861, in-32, 16 p.
- L’Église, Paris : Tolra et Haton, 1861, in-18, 36 p.
- Divinité de N. S. Jésus-Christ, ou Jésus-Christ est-il un Dieu ? par Mgr de Ségur, Paris : J.-L. Paulmier, 1862, in-18, 72 p.
- Opuscules de Mgr de Ségur, Lyon, Paris : Pélagaud, 1862, 2 vol. in-12. Comprend : La Religion... - Y a-t-il... -Réponses... - Jésus-Christ... - Considérations... - L'Église... - Le Pape... - Causeries... - La Révolution... - Quelques... - Prie-Dieu... - La Très Sainte...
- La Confession, Paris : Tolra et Haton, 1862, in-18, 71 p.
- Les Pâques, par Mgr de Ségur, Paris : Tolra et Haton, 1862, in-32, 16 p.
- Le Souverain Pontife, par Mgr de Ségur, Paris : Tolra et Haton, 1863, in-18, 298 p.
- Causeries... - Réponses... - Le Pape... - L'Église..., Paris : Tolra et Haton, 1864, 1 vol. in-8
- Aux enfants. Conseils pratiques sur la confession, suivis d'un examen de conscience, Paris : Tolra et Haton, 1864, in-18, 35 p.
- Aux enfants. Conseils pratiques sur la communion, Paris, Tolra et Haton, 1864, in-18, 51 p.
- Questions à l'ordre du jour. La Divinité de Jésus-Christ, par Mgr de Ségur, Paris : Tolra et Haton, 1864, in-18, 72 p. Réédité avec le titre suivant : La Divinité de Jésus-Christ
- Instructions familières et lectures du soir sur toutes les vérités de la religion, par Mgr de Ségur, Paris : Tolra et Haton, 1864, 2 vol. in-12
- Aux enfants. Conseils pratiques sur les tentations et le péché, Paris : Tolra et Haton, 1865, in-18, 88 p.
- Aux enfants. L'enfant Jésus, Paris : Tolra et Haton, 1865, in-18, 72 p.
- Aux enfants. Conseils pratiques sur la prière, Paris : Tolra et Haton, 1865, in-18, 72 p.
- Aux enfants. Conseils pratiques sur la piété, Paris : Tolba et Haton, 1865, in-18, 108 p.
- A tous les gens de bonne foi. Les objections populaires contre l'Encyclique, par Mgr de Ségur. Paris : Tolra et Haton, 1865, in-18, 34 p. Autre titre : L'Encyclique Quanta cura suivie des objections populaires, Groupe Saint-Rémi, 2011, 49 p.
- Grosses vérités, par Mgr de Ségur Paris : Tolbar et Haton, 1865, in-18, 34 p.
- Au soldat en temps de guerre, par Mgr de Ségur, Paris : Tolra et Haton, 1866, in-18, 32 p.
- La Piété enseignée aux enfants, Paris : Tolra et Haton, 1866, in-8, 347 p.
- La Présence réelle, Paris : Tolra et Haton, 1866, in-18, 138 p. Réédité chez Litoo sous le titre : La Présence réelle, et les Miracles du Saint-Sacrement  (ISBN 2755301015), 9782755301014).
- Aux étudiants et à tous les gens d'esprit. La Foi devant la science moderne, Paris : Tolra et Haton, 1867, in-18, 133 p.
- Les Francs-maçons, ce qu'ils sont, ce qu'ils font, ce qu'ils veulent, par Mgr de Ségur, Paris : Tolra et Haton, 1867, in-18, 104 p.
- La Pitié et la vie intérieure, par Mgr de Ségur, Paris : Tolra et Haton, 1864-1866. Comprend :
  - - Notions fondamentales, 1864, 1 vol. in-18
  - - Le Renoncement, 1864, 1 vol. in-18
  - - Jésus vivant en nous ou La grâce et l'amour de Jésus, 1864, 2 vol. in-18
  - - Le Christ vivant en Jésus ou L'Union à Jésus ou le Chrétien vivant en Jésus, 1865, 1 vol. in-18
  - - Nos grandeurs en Jésus, 1866, 3 vol. in-18
- La Sainte Vierge. Lectures pieuses pour les réunions du mois de Marie, par Mgr de Ségur, Paris : Tolra etHaton, 1867, in-18, 254 p. Nouvelle édition : La Sainte Vierge dans le Nouveau Testament. Lectures pieuses pour le mois de Marie Paris : Tolra, 1876, in-18, 244 p.
- La Sainte Vierge dans l'ancien Testament, par Mgr de Ségur, in-18
- Aux étudiants et à tous les gens d'esprit. La Foi devant la science moderne, Paris : Tolra et Haton, 1867, in-18, 133 p. La 11e édition est augmentée de 50 p.
- Les Volontaires de la Prière, par Mgr de Ségur, Paris : Tolra et Haton, 1868, in-32, 8 p.
- Le Tiers-ordre de Saint-François, par Mgr de Ségur, Paris : Tolra et Haton, 1868, in-18, 70 p.
- Le Concile, Paris : Tolra et Haton, 1869, in-18, 72 p.
- Les Saints Mystères, explications familières des cérémonies de la Messe, par Mgr de Ségur, Paris : Tolra et Haton, 1869, in-18, 204 p.
- La Messe, par Mgr de Ségur, Paris : Tolra et Haton, 1869, in-18, 143 p.
- La Grande Question du jour. La liberté par Mgr de Ségur, Paris : Tolra et Haton, 1869, in-18, 312 p.
- Aux enfants. Une petite sainte de neuf ans, Paris : Tolra et Haton, 1870, in-18, 86 p.
- Aux enfants chrétiens. Mois de Marie, par Mgr de Ségur, Paris : Tolra et Haton, 1870, in-18, 248 p.
- Le Pape est infaillible. Opuscule populaire, par Mgr de Ségur, Paris : Tolra et Haton, 1870, in-18, 36 p.
- De la Liberté religieuse pour nos soldats, Paris : imp. de V. Goupy, 1871, in-4, 11 p.
- À ceux qui souffrent, consolations de Mgr de Ségur Paris : Haton, 1871, in-18, 215 p.
- Prêtres et Nobles, par Mgr de Ségur, Paris : Haton, 1871, 1 vol. in-12, 71 p.
- Les Volontaires de la prière, Paris : Haton, 1871, in-18, 8 p.
- Les Merveilles de Lourdes, par Mgr de Ségur, Paris : Haton, 1871, in-18, 288 p.
- Vive le Roi!, Poitiers : Oudin, in-18, 70 p.
- Lettre de Mgr de Ségur à M. Louis Veuillot, Amiens : impr. de Yvert, 1871, in-4, 2 p.
- De la liberté religieuse pour nos soldats, Paris : impr. de V.Goupy, 1871, in-4, 11 p.
- Pie IX et ses noces d'or, par Mgr de Ségur, Paris : Haton, 1872 (3e éd.), in-18, 138 p.
- Aux apprentis, avis et conseils, par Mgr de Ségur, Paris : Haton, 1872, in-12, 71 p.
- Le Sacré-Cœur de Jésus. Mois du Sacré-Cœur, Paris : Haton, 1872, in-18, 216 p.
- Le Dogme de l'infaillibilité, Paris : Haton, 1872, in-18, 248 p.
- Aux pères et mères. L'École sans Dieu, Paris : Tolra, 1873, in-16, 70 p.
- Le Bon Combat de la foi, par Mgr de Ségur, Paris : Haton, 1874 (7e édition), in-16, 106 p.
- Hommage aux jeunes catholiques libéraux, Paris : Haton, 1874, in-18, 85 p;
- La France au pied du Saint-Sacrement, Paris : Haton, 1874 (3e éd.)
- La France au pied du Sacré-Cœur édité chez F. Didot, 15 p.
- Le Cordon de Saint François, Mesnil : imp. de F. Didot, 1875, in-32, 8 p.
- La Lampe du Saint-Sacrement, par Mgr de Ségur, Paris : Haton, 1875, in-32, 30 p.
- À tous les braves gens. Les ennemis des curés, ce qu'ils sont, ce qu'ils disent, Paris : Tolra, 1875, in-18, 70 p.
- Le Cordon séraphique. Ses merveilleuses richesses, Paris : Haton, 1875, in-16, 69 p.
- Le Jeune Ouvrier chrétien, petites directions spirituelles à l'usage des jeunes gens, par Mgr de Ségur, Paris : Tolra, 1875-1876, 2 vol. in-8
- Ma mère souvenir de sa vie et de sa sainte mort, 1875, Paris : Tolra libraire-éditeur, 1875, in-16, 188 p..La 5e édition parue en 1878 présente la liste complète des ouvrages de Monseigneur de Ségur à cette date :  74 titres y sont répertoriés.
- Le Mariage, in-18
- L'Enfer - S'il y en a un..., Paris : Tolra, 1876, in-18, 144 p. Ce livre a été réédité aux Ed. Jules Hovine, 64 p. réédition éditions Delacroix
- Je crois, par Mgr de Ségur, Paris : Haton, 1875 (2e éd.), in-18, 143 p.
- Les Merveilles de Sainte-Anne d'Auray, par Mgr de Ségur, 1876 (2e éd.), in-18, 138 p.
- Venez tous à moi, par Mgr de Ségur, Paris : Tolra, 1877, in-16, 36 p.
- Tous les huit jours, par Mgr de Ségur, Paris : Tolra, 1877, in-18, 47 p.
- Le Séraphique Saint-François, merveilles de sa vie, par Mgr de Ségur, Paris : Tolra, 1877, in-18, 246 p.
- Cent cinquante beaux Miracles de Notre-Dame de Lourdes recueillis d'après les documents les plus authentiques par Mgr de Ségur, Paris : Tolra, 1882, 2 vol. in-12
- Journal d'un voyage en Italie: impressions et souvenirs, Paris : Tolra, 1882 (2e éd.), in-18, 428 p.
- Aux infirmes et aux affligés. Exemples et causeries de Mgr de Ségur. Paris, Tolra, 1895, in-18. La 10e édition de cet ouvrage a pour titre : Exemples et causeries de Mgr de Ségur, Paris, Tolra et Simonet, 1907, in-8, 207 p.
- Œuvres de Mgr de Ségur, Paris : Tolra et Haton, 1867-1877, 10 vol. in-8°.
- Lettres de Mgr De Ségur de 1854 à 1881 (rassemblées et éditées par son frère Anatole de Ségur), Paris, Bray et Retaux, 1882 [lire en ligne]